# Rauðalækur
Rauðalækur ist eine Siedlung im Süden von Island.
Rauðalækur ist das isländische Wort für roter Bach, der Name des Bachs östlich der Siedlung, über den hier die Ringstraße  führt.
Die Siedlung geht auf eine Molkerei zurück, die hier 1902 von 24 Höfen aus den umliegenden Gemeinden gegründet wurde.
Ihre Maschinen wurden mit dem Wasser vom Rauðalækjarfoss angetrieben.
Nur über den Sommer gab es ausreichend Milch zur Verarbeitung.
Jetzt gibt es hier eine Autowerkstatt, Wäscherei und Sattlerei.
Die Siedlung hat 60 Einwohner (Stand: 1. Januar 2019).
Rauðalækur liegt in der Gemeinde Rangárþing ytra (1866 Einwohner) etwa 5 km nordwestlich von Hella (größter Ort der Gemeinde, 1019 Einwohner).